# Dine (Arkadien)

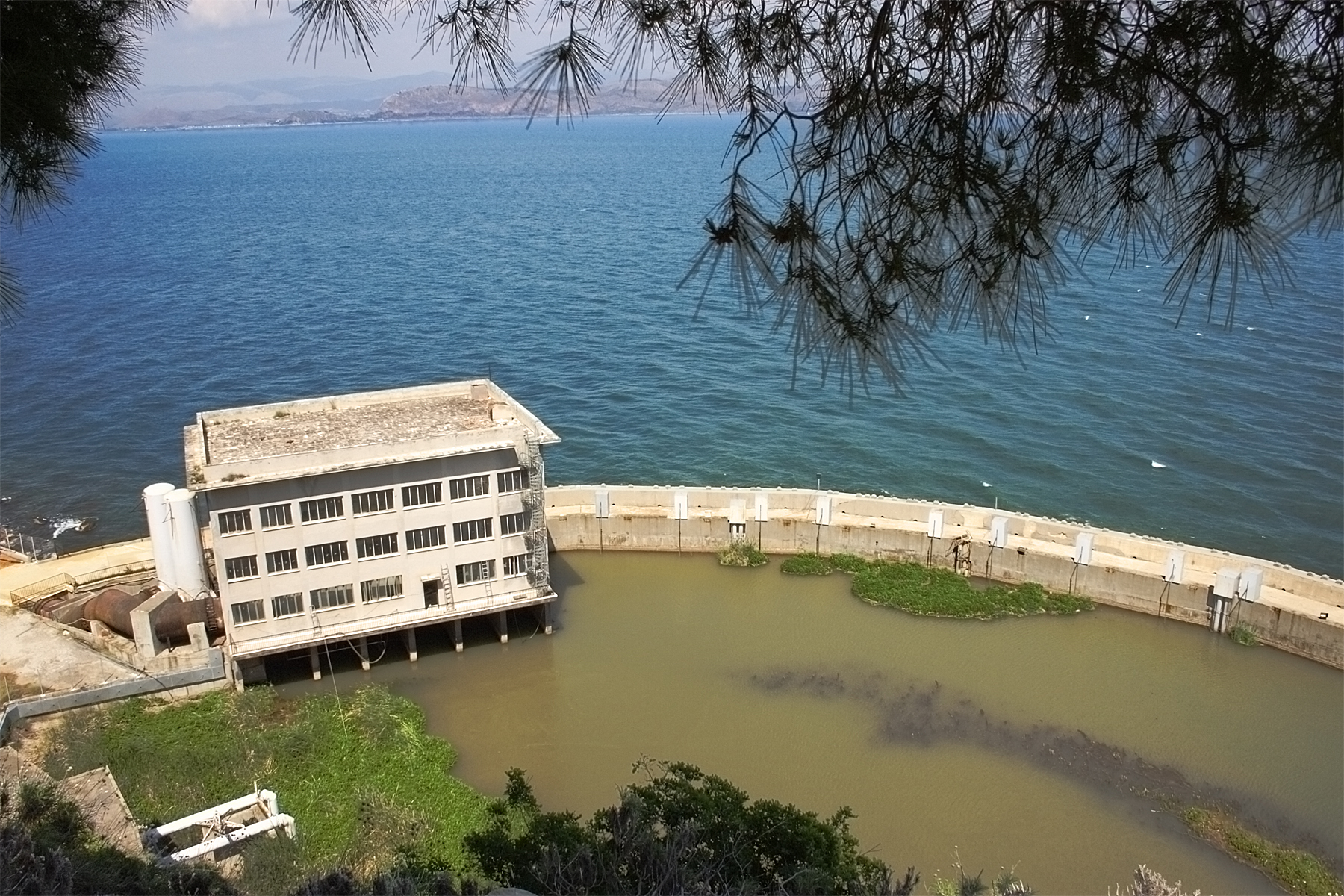
Gefasste Karstquelle, Pausanias‘ „Dine“/Miros Anavalos bei Kiveri, Argolischer Golf mit großer Bewässerungs-Pipeline

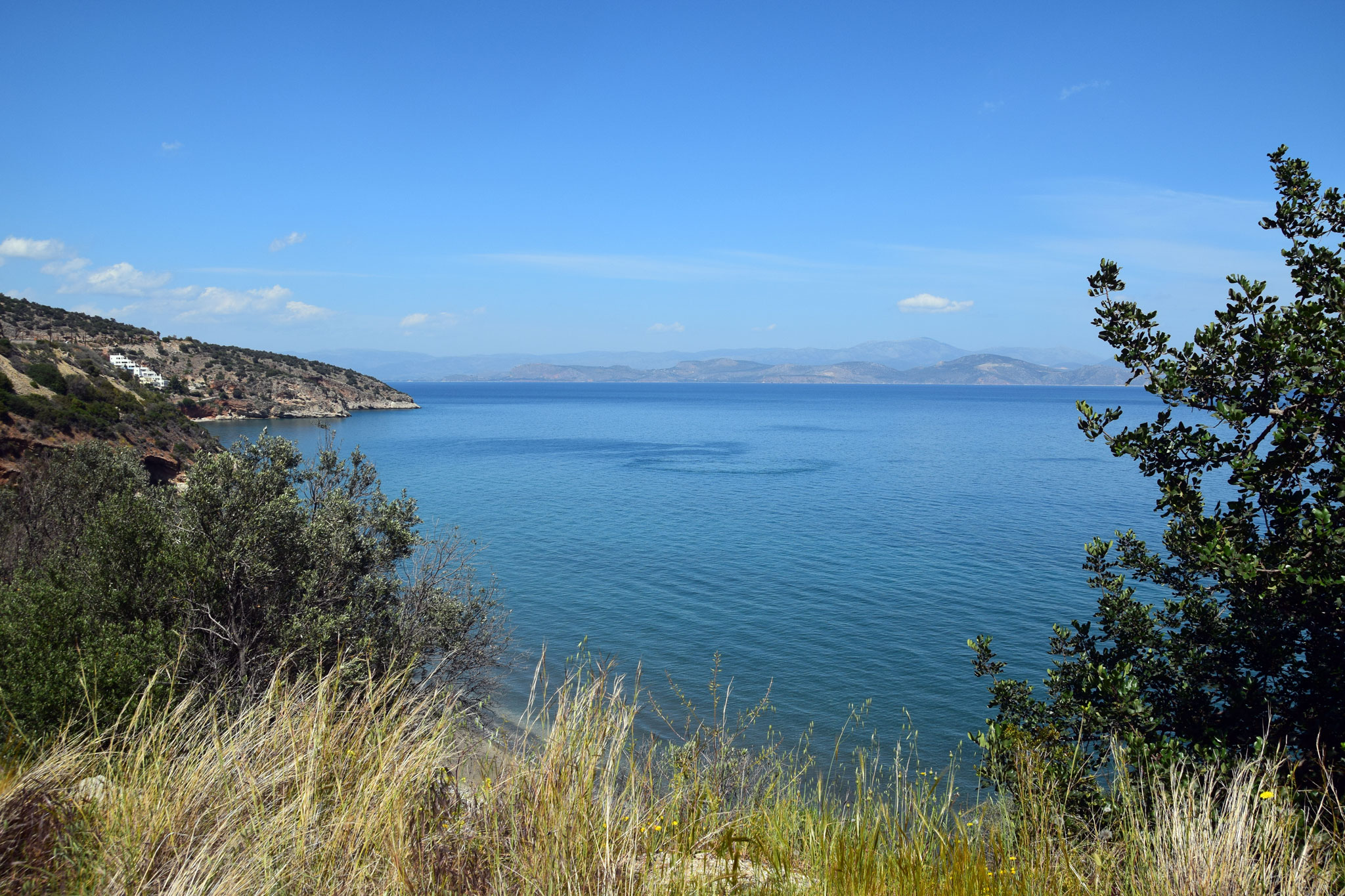
Kleinere Unterseeische Quelle „Das Auge von Lileika“, 8,1 km südlich der gefassten Quelle „Dine/Mikros Anavalos“

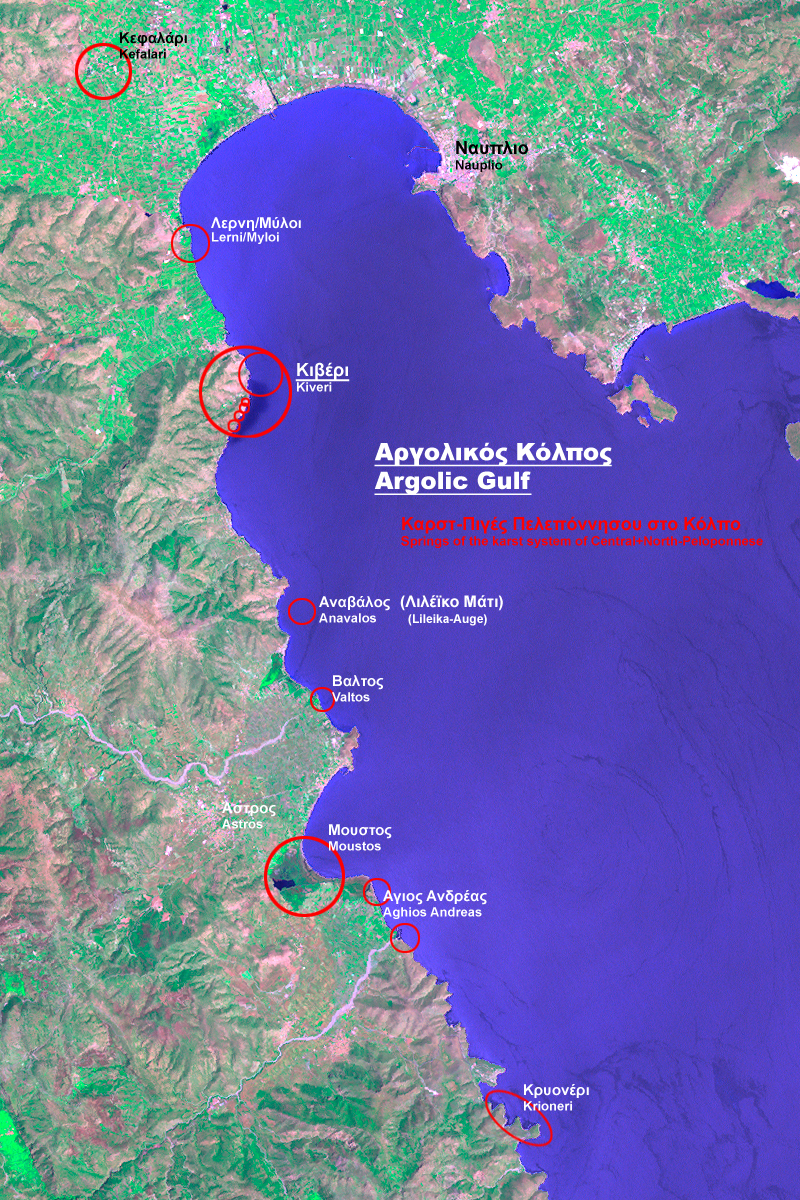
Karstquellen am Argolischen Golf (alle von Poljen des Hochlands von Arkadien)

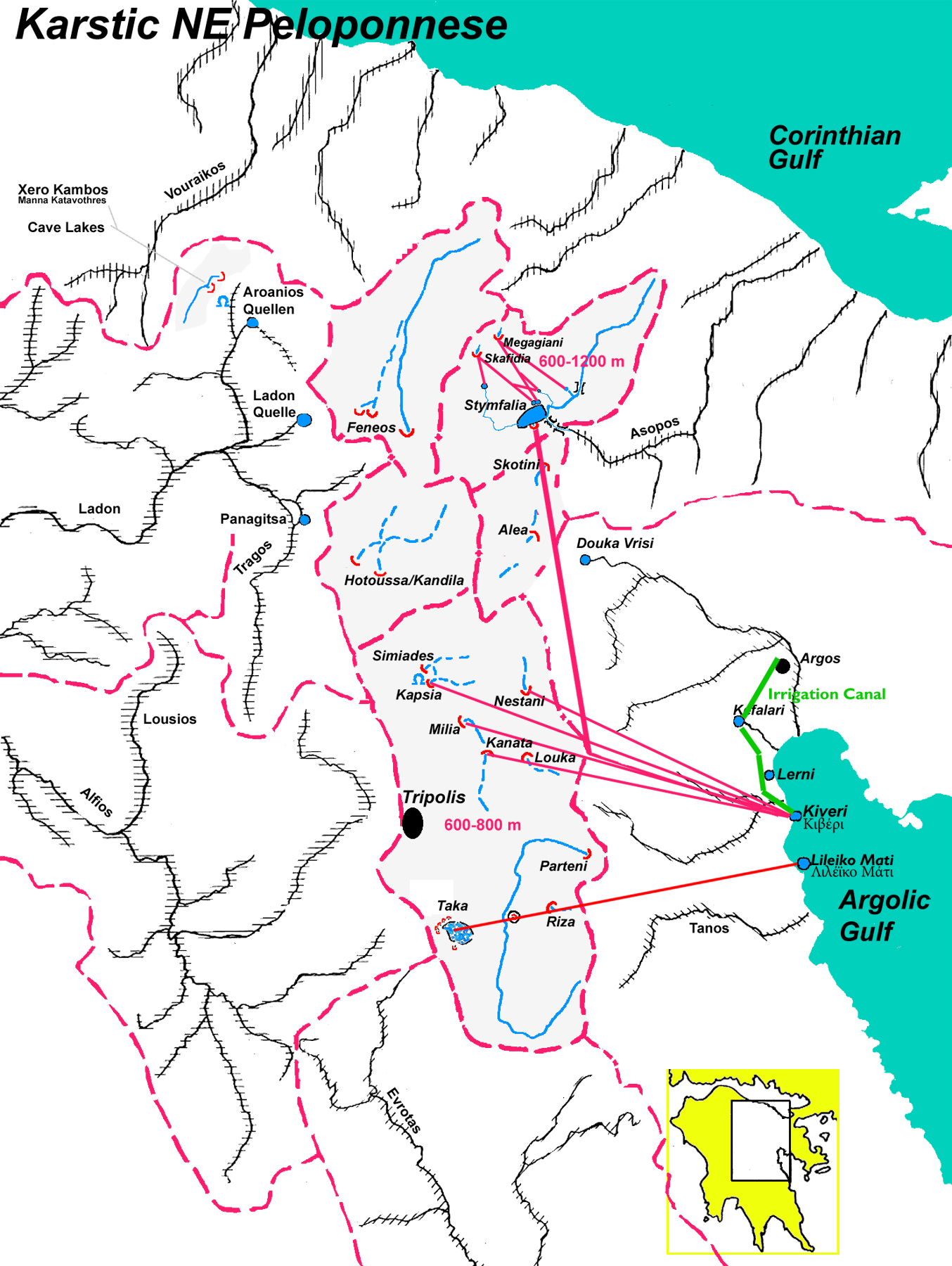
Hydrotektonische Wasserwege Katavothren-Karstquellen

Dine (altgriechisch Δίνη = Wirbel) ist der schon von Pausanias im zweiten Jahrhundert AD belegte Name der bedeutenden im Meerwasser aufsteigenden Karstquelle „Mikros Anavalos“ an der Arkadischen Meeresküste des Peloponnes. Die Mythen aus hellenistischer Zeit, ebenso wie die heute weiterhin von den Griechen gepflegten Mythen kennen Kultstätten des Meeresgottes Poseidon nahe dem von Pausanias beschriebenen Beginn und Ende des Unterwasserwegs „Erdspalte“ (Katavothra) und Dine (Quelle) und aktuelle Publikationen der Mythologie wie der Geologie bestätigen seine Beschreibung präzise. Auch die wenige km weiter südlich im Meerwasser emporsteigende Karstquelle „Das Auge von Lileika“ ist spektakulär – auch geologisch.

## Geographie
Die große Karstquelle „Dine“ alias „Mikros Anavalos“ alias „Agios Georgos“ entspringt ca. 750 m südlich eines fruchtbaren  Schwemmkegels mit dem Dorf Kiveri an der Ostküste des Peloponnes. Diese größte Karstquelle am Argolischen Golf entspringt als nördlichste submarine Quelle, ca. 6 m vom strandlosen, steilen Ufer entfernt. Die Süßwassermenge der Dine fließt das ganze Jahr über ergiebig. Die große Wassermenge und dass an den Quellöffnungen ersten Analysen zur Folge ein hochgradiger Anteil des Wassers Süßwasser mit geringen Schadstoffanteilen war, machten die Potentiale einer Nutzbarmachung offensichtlich. Der deutschen Ingenieur Wolfgang Ständer brauchte dennoch große Mühe und viel Geduld, bis er schließlich von den Behörden den Auftrag für den Bau einer semi-circularen, durchlassregulierten Mauer erhielt, der das Süßwasser vom Meerwasser trennt. 1972 wurde Bau und Fassung der Quelle erfolgreich abgeschlossen.
Direkt neben der Quelle liegt die Poseidon-Kultstätte „Genethlion“ (Geburtsstelle des Poseidon). Der Name Dine und diese Kultstätte hatte schon in der griechischen Mythologie zur Zeit des antiken griechischen Geschichtsschreibers Pausanias und seitdem bis heute Bedeutung. Pausanias beschreibt in seinem überlieferten Buch „Beschreibung Griechenlands“, Buch 8, Arkadien Dine und Genthlion. Die Quelle, heute eher „Mikros Anavalos“ genannt und die Kultstätte werden auch heute noch als heiliger Ort „Agios Georgios“ verehrt.
8,1 km südlich der Dine steigt eine weitere Karstquelle im Meerwasser auf.  Heute wird sie nach dem benachbarten Ort Lileika „Das Auge von Lileika“ (griechisch Λιλέϊκο Μάτι) oder „Anavalos Xiropigadou“ genannt. Diese Unterwasserquelle ist etwa 200 m von der Küste entfernt und liegt am Meeresboden in etwa 80 m Tiefe. Die Quelle bringt im Frühjahr bis zu 40 m³ Süßwasser in der Sekunde hervor. In dieser Zeit bildet sich durch das aufsteigende Süßwasser bildet sich bei ruhiger See ein „Auge“ von etwa 20 m Durchmesser. Durch das schnelle Aufsteigen und die Vermischung mit dem Salzwasser bildet sich ein Wirbel von bis zu 70 m Durchmesser.

## Geologie und Hydrogeologie
Das Karstwasser aller Quellen am Argolischen Golf kommt von „Katavothrenen“ (griechische „Ponore“) aus Poljen des arkadischen Hochlandes (großes Tripoli Becken, Argon Pedion) und von Poljen des Hochlandes von Korinthia und Argolis (Stymfalia, Alea/Skotini). Der griechische Geologe Ilias Mariolakos hat in zwei Publikationen von 2004 und 2010 (die ein Foto der Dine enthalten) belegt, dass Pausanias‘ Beschreibung die unterirdische hydraulische Verbindung von der „Erdspalte im Faulen Feld“ (griechisch: Argon Pedion) mit der Poseidon-Geburtsstätte „Genthlion“ in der Quelle Dine ist.
In einer großen wissenschaftlichen Studie, insbesondere zu den hydrogeologischen Verhältnissen und den geschlossenen Becken in Arkadien, Korinthia und Argolis, konnte nachgewiesen werden, dass die Wasserwege nach Osten bzw. Südosten zum Argolischen Golf führen, da große Verwerfungsstrukturen für große hydrotektonische Wasserwege günstig sind. Die Verteilung des Wassers, deren unterirdische Verweildauer bis zum Austritt an den Quellen, wurden durch zahlreiche chemische und physikalische Färbeversuche (tracing-tests von 1983 und 1984) quantifiziert und belegt.
Damit kann als gesichert gelten, dass Pausanias‘ „Erdspalte“ (Katavothra Nestani im Karstbecken Argon Pedion) das Wasser zur Quelle Dine bei Kiveri führt. Während die Quelle „Auge von Lileika“ einen eigenen Wasserweg vom südlichen Tripoli Becken (Taka See) nimmt.
Das Süßwasser der Unterwasserquellen am Argolischen Golf steigt im Salzwasser auf. Begleitende und spätere Analysen zur Dine und an anderen Unterwasserquellen des Mittelmeers, ergaben, dass der aus Chloriden und anderen Bestandteilen bestehende Schadstoffgehalt des Süßwassers so sensationell gering ist, dass das Dinewasser für Bewässerungen gut geeignet ist. Deswegen wurde von der Dine Quelle eine ca. 50 km lange Bewässerungs-Betonrinne bis zur Ebene von Argos (Stadt) gebaut.